# Луис Орна
Луис Хорна Бискари (на испански: Luis Horna Biscari) [ˈlwis ˈoɾna] е перуански тенисист.

## Биография
Луис Хорна Бискари е роден на 14 септември 1980 г. в Лима, Перу, син е на Луис са Елисео и Кармен Вискари.
Луис Орна се жени за Ерика на 22 ноември 2003 г. Те имат две деца, дъщеря Луна (р. 25 април 2003 г.), и син Емилио (р. 30 октомври 2005 г.).
Негов идол в света на тениса е Томас Мустер.

## Кариера
Луис Орна става професионалист през 1998 г. Известен е с прякора си Lucho, той печели 2 титли в кариерата си на сингъл, достига четвъртфинал на Мастърс турнира в Мадрид през 2004 г. Достига най-високо класиране в световната ранглиста на сингъл, до номер 33, през август 2004 г.
През 2008 г. заедно с Пабло Куевас печели Откритото първенство на Франция на двойки мъже. На Откритото първенство на Франция през 2003 г. той побеждава Роджър Федерер в първия кръг на сингъл.
Луис Хорна е капитан на перуанския отбор за Купа Дейвис от 2011 г. до 2015 г.

## Кариерна статистика

#### Титли на двойки отГолям шлем(1)
| година | турнир      | партньор     | съперник                    | резултат     |
| ------ | ----------- | ------------ | --------------------------- | ------------ |
| 2008   | Ролан Гарос | Пабло Куевас | Даниел Нестор Ненад Зимонич | 6 – 2, 6 – 3 |

### ATP финали на сингъл (2 титли; 3 финала)
|        | П–З | Година | Турнир           | Клас         | Настилка | Опонент           | Резултат      |
| ------ | --- | ------ | ---------------- | ------------ | -------- | ----------------- | ------------- |
| Загуба | 0–1 | 2004   | Кънектикът Оупън | Международни | Твърда   | Лейтън Хюит       | 3–6, 1–6      |
| Победа | 1–1 | 2006   | Мексико Оупън    | Межд. Голд   | Клей     | Хуан Игнасио Чела | 7–6(7–5), 6–4 |
| Победа | 2–1 | 2007   | Чили Оупън       | Международни | Клей     | Николас Масу      | 7–5, 6–3      |